# 야마자키 고스케
야마자키 고스케(일본어: 山﨑 浩介, 1995년 12월 30일~)는 일본의 축구 선수이다.

## 구단 경력
그는 2018년 J2리그의 에히메 FC에 입단했다. 2020년까지 90경기에 출전하여, 4득점을 넣었다. 2021년 몬테디오 야마가타로 이적했다. 2023년 J1리그의 사간 도스로 이적했다. 2024년까지 63경기에 출전하여, 1득점을 넣었다. 2025년 요코하마 FC로 이적했다.